# Calvin & Hobbes
Calvin & Hobbes (Calvin and Hobbes) è una striscia a fumetti ideata e disegnata dal disegnatore statunitense Bill Watterson, pubblicata sui quotidiani statunitensi dal 18 novembre 1985 al 31 dicembre 1995 e comparsa, nel momento di massima popolarità, su 2.400 pubblicazioni diverse; considerata da appassionati e dalla critica come una delle migliori , importanti testate come il Wall Street Journal le hanno dedicato approfondite analisi. Il successo dell'opera realizzata nei dieci anni di attività è riscontrabile anche dalla sua continua riproposizione in nuove edizioni; alla pubblicazione di The Complete Calvin and Hobbes, i 17 volumi dedicati a questa striscia hanno venduto più di 30 milioni di copie. A differenza di altri fumetti di pari successo però non esistono prodotti commercializzati ispirati al fumetto, eccetto i libri che raccolgono il materiale pubblicato, per una precisa scelta dell'autore di rifiutare qualsiasi autorizzazione al merchandising, ciononostante la grande popolarità raggiunta dal fumetto ha portato alla produzione di oggettistica bootleg come magliette, portachiavi, adesivi, privi di autorizzazione e spesso associati a un linguaggio scurrile e con riferimenti completamente avulsi dallo spirito del lavoro di Watterson.
Grazie a quest'opera, Bill Watterson è stato il più giovane vincitore del Reuben Award come miglior fumettista dell'anno nel 1986; ha vinto due volte (1986 e 1988) il premio Outstanding Cartoonist of the Year della National Cartoonists Society e, nel 2014, il Grand Prix de la ville d’Angoulême. Alla serie è stato dedicato un francobollo dalla United States Postal Service nel 2010.

## Storia editoriale
La serie venne concepita quando Watterson, fino ad allora impiegato in lavori pubblicitari che detestava, iniziò a dedicare il suo tempo libero al disegno di fumetti, sua grande passione. Sperimentò diverse idee che gli furono però tutte respinte dalle agenzie di stampa cui le sottoponeva tranne un parere positivo relativo a quella in cui compariva un bambino, fratello minore del personaggio principale, e la sua tigre di pezza. Watterson iniziò quindi a sviluppare una striscia incentrata su queste due figure che, dopo altri rifiuti, venne accettata dalla Universal Press Syndicate, che iniziò a pubblicarla nel 1985.
La prima striscia venne pubblicata il 18 novembre 1985 e raggiunse presto il successo e nel giro di un anno venne pubblicata su oltre 250 giornali; il 1º aprile 1987, sedici mesi dopo il debutto, a Watterson e al suo lavoro fu dedicato un articolo del Los Angeles Times.
Fin dall'inizio Watterson si trovò in contrasto con l'agenzia che lo pressava affinché autorizzasse la commercializzazione dei personaggi e iniziasse a girare le librerie per promuovere i libri di raccolta delle strisce, cose che Watterson rifiutò di fare in quanto riteneva che l'integrità del fumetto e del suo autore ne sarebbero state minate, vedendo poi la commercializzazione come la principale influenza negativa sull'arte del fumetto. La graduale riduzione dello spazio dedicato ai fumetti sui giornali lo portò a dire che, con uno spazio appena sufficiente per il dialogo e un disegno essenziale, il fumetto stava diventando scialbo, blando e poco originale e quindi lottò per poter pubblicare il suo fumetto a piena pagina, sognando la libertà artistica di certe serie classiche come Little Nemo e dando un esempio dei possibili risultati nelle pagine di apertura di The Calvin and Hobbes Lazy Sunday Book, una raccolta delle tavole domenicali.
Nell'arco di vita della striscia ci sono state due lunghe interruzioni, dal maggio 1991 al febbraio 1992 e dall'aprile al dicembre 1994. Durante la prima interruzione, la Universal Press Syndicate continuò a vendere a prezzo pieno ai giornali le repliche delle strisce già pubblicate; pochi editori approvarono la cosa, ma la popolarità della striscia era tale da spingerli a non correre il rischio che questa venisse acquistata da giornali concorrenti. Al rientro di Watterson dal suo periodo sabbatico, la Universal Press Syndicate annunciò che l'autore chiedeva che alla sua tavola domenicale fosse garantito uno spazio pari alla metà della pagina formato tabloid e molti editori oltre a qualche collega (a es. Bill Keane di The Family Circus) lo criticarono per quella che videro come una manifestazione di arroganza e di non volontà di adeguarsi alle consuetudini del fumetto - un'accusa che Watterson ignorò. Watterson riuscì a negoziare ottenendo maggiore libertà creativa per l'edizione domenicale nella quale, prima, il numero e la disposizione delle vignette erano piuttosto rigidi perché lo stesso fumetto avrebbe dovuto comparire su testate con formati diversi, mentre ora era invece libero di scegliere la disposizione che preferiva, anche se poco ortodossa. La frustrazione per la suddivisione tradizionale dello spazio è evidente nelle strisce precedenti al cambio: ad esempio in una tavola domenicale del 1988 composta da un'unica grande vignetta in cui tutta l'azione e il dialogo si concentrano nella parte inferiore del disegno.
Oggi la mia agenzia mi assicura che ad alcuni editori è piaciuto questo nuovo formato, ne hanno apprezzato la differenza e sono stati contenti di pubblicare la strip più grande, ma credo che sia corretto dire che questa non è stata la reazione più frequente. L'agenzia mi aveva avvertito che ci sarebbero state numerose cancellazioni, ma dopo alcune settimane di confronto con editori paonazzi e urlanti, l'agenzia ha suggerito ai giornali che avrebbero potuto ridurre la dimensione della striscia a quella dei giornali tabloid usata per le loro pagine più piccole. [...] Mi sono concentrato sull'aspetto positivo: avevo una completa libertà sul disegno e praticamente non vi furono cancellazioni.

Per quanto concerne tutte le urla e gli strepiti degli editori oltraggiati, resto convinto che una tavola domenicale più grande abbia dato ai loro giornali un prodotto migliore e reso la pagina dei fumetti più godibile per il lettore. I fumetti sono un medium visivo. Una striscia con molto disegno può essere stimolante ed aggiungere un po' di varietà. Benché orgoglioso di aver potuto disegnare una strip più grande, non mi aspetto di vederlo succedere di nuovo tanto presto. Nel business dei giornali lo spazio è denaro e sospetto che molti editori direbbero ancora che la differenza non vale il costo. Purtroppo questo è un circolo vizioso: non avendo spazio per un lavoro migliore, i fumetti vengono disegnati in modo semplice; dato che sono disegnati in modo semplice, perché mai dovrebbero avere più spazio?»
(Bill Watterson, op. cit.)
Nel 1995 Watterson spedì, attraverso la syndicate, una lettera agli editori dei giornali che ospitavano la sua striscia con il seguente messaggio:
Che così tanti giornali abbiano pubblicato Calvin & Hobbes è un onore del quale sarò a lungo orgoglioso, ho inoltre apprezzato molto il vostro sostegno e la vostra indulgenza negli ultimi dieci anni. Disegnare questa striscia è stato un privilegio ed un piacere e vi ringrazio per avermene dato l'opportunità.»
(Bill Watterson, da Calvin and Hobbes: Sunday Pages 1985-1995, 2001)
Dopo la conclusione della striscia, Watterson si è mantenuto riservato non rilasciando indicazioni su se e come intenda riprendere la striscia o se vorrebbe creare nuovi lavori. Rifiuta di firmare autografi e di autorizzare l'uso dei suoi personaggi, rimanendo fedele ai suoi principi.   L'ultima striscia - la nº 3150 - venne pubblicata il 31 dicembre 1995 e raffigurava Calvin e Hobbes fuori nella neve fresca che si divertono nella meraviglia di una giornata invernale: «È un mondo magico, Hobbes, vecchio mio...»" - dice Calvin nell'ultima vignetta - «...andiamo a esplorarlo!».
Nel 2014, in una intervista, l'autore si espresse in relazione ai suoi nuovi progetti: «Mi manca poter disegnare Calvin and Hobbes. Ma per ora mi concentro sulla mia vita famigliare. Se trovassi un’idea che mi entusiasmasse la realizzerei, ma dovrebbe essere davvero diversa e inaspettata. E di certo non mi sono impegnato per trovarla in questi anni. Vedremo.»
È stata pubblicata, in inglese, la raccolta completa di tutte le strisce di Calvin & Hobbes, in un unico cofanetto di tre volumi: The Complete Calvin and Hobbes, Andrews McMeel Publishing, 1440 pagine, 2005. ISBN 0-7407-4847-5; ISBN 978-0-7407-4847-9. Nel novembre 2012 la Panini ha iniziato la pubblicazione dell'opera in italiano, in 10 volumi raccolti in cofanetto.

## Personaggi principali
Il protagonista della serie è Calvin, un bambino di sei anni, la cui tigre di stoffa, Hobbes, nella sua fantasia è un essere vivente dotato di una propria personalità. Calvin, per sfuggire alla noia di tutti i giorni, vive in un fantastico mondo tutto suo nel quale si trasforma in un detective, in un astronauta o un terribile dinosauro ma anche in uno zombi affamato o in un insetto velenoso e molte altre cose. Nella scelta dei nomi Watterson disse di aver voluto omaggiare i suoi studi di scienze politiche riferendosi al pensiero dei filosofi Calvino e Hobbes. Watterson disegna il personaggio di Hobbes in due modi diversi: con Calvin è un personaggio vivente con una sua personalità, mentre con gli altri - che non lo vedono attraverso la fantasia di Calvin - è una normalissima tigre di stoffa. I temi degli episodi spaziano dai voli di fantasia di Calvin alla sua amicizia con Hobbes, alle sue disavventure, alle sue opinioni su svariate questioni sociali, politiche, filosofiche e culturali, sulle sue relazioni con i genitori, i compagni di classe, gli educatori; nonostante nella serie non vengano menzionate specifiche figure politiche o eventi di attualità, tratta comunque temi economici, politici e sociali come l'ambientalismo, l'istruzione pubblica e l'inattendibilità dei sondaggi.

### Calvin
Calvin è un bambino di sei anni impulsivo, fantasioso, dinamico, curioso, intelligente e spesso egoista, che ragiona e si esprime in maniera sorprendente per la sua età. Il cognome di Calvin non viene mai rivelato. Watterson lo descrive così:
- Calvin è facile da disegnare perché è estroverso e turbolento e non mette molti filtri tra ciò che pensa e ciò che dice.
- Credo sia un po' troppo intelligente per la sua età. Ciò che più mi diverte di lui è che non ha alcun senso della misura e non ha ancora l'esperienza per riconoscere le cose che non si dovrebbero fare.
- La socializzazione che tutti attraversiamo per diventare adulti ci insegna a non dire alcune cose perché potremmo soffrirne le conseguenze. Calvin ancora non conosce questa regola.

#### Alter ego
La fantasia di Calvin lo porta a immaginare sé stesso e gli altri personaggi comprimari con identità diverse; Hobbes non compare in queste fantasie, salvo il criticarle più o meno velatamente:
- Safari Al: esploratore con casco coloniale alla David Livingstone, compare nelle prime strisce.
- Stupendoman (Stupendous Man): supereroe in cui Calvin si trasforma indossando una maschera e un mantello scarlatti che la mamma ha fatto per lui. Lotta per la libertà, in special modo per liberarsi da Rosalyn, dalla signora Vermoni e dal preside.[2][33]
- Tracer Bullet: investigatore privato costruito sugli stereotipi del film noir.[2] Le vignette dedicate a Tracer Bullet sono disegnate con un forte contrasto.
- L'astronauta Spiff (Spaceman Spiff): viaggiatore dello spazio che lotta contro una specie aliena mostruosa su distanti pianeti[2].
- Calvin adulto: in alcuni episodi, specie quelli dove gioca alla famiglia con Siusi, Calvin compare come un adulto, disegnato con lo stile delle soap-opera a fumetti, quali Rex Morgan, M.D. e Mary Worth. Il contrasto tra la serietà dei disegni e il dialogo di Calvin e Siusi che giocano è spiazzante ed esilarante.
- I dinosauri: Calvin adora i dinosauri[2]; sono praticamente l'unico soggetto che Calvin studia spontaneamente e con entusiasmo. Calvin immagina sé stesso come dinosauro predatore carnivoro alla caccia di un erbivoro, che solitamente è Siusi. In una tavola domenicale Calvin si immagina come un feroce tirannosauro che semina distruzione facendo una serie di rumori col naso nel bel mezzo della classe; resosi conto di aver attirato l'attenzione di tutti, si scusa imbarazzato dicendo di avere una sinusite.
- Gli animali - Calvin si immedesima in animali, da grandi mammiferi a insetti.
- Oggetti e forze naturali: Calvin si immagina come un tornado, come un fotone, come un vulcano attivo[2], come un pianeta che causa un'eclissi, e così via.
- Capitan Napalm (Captain Napalm): è un supereroe che lotta per "la verità, la giustizia e lo stile di vita americano". Calvin trae spunto per questa immedesimazione da un fumetto da lui assiduamente letto: la "lega atomica della libertà".

### Hobbes
Hobbes è per tutti una tigre di stoffa mentre per Calvin è invece un essere vivente: «Quando Hobbes è un bambolotto di stoffa in una vignetta e vivo nella successiva, sto contrapponendo la versione della realtà degli "adulti" con quella di Calvin, invitando il lettore a decidere quale sia la più vera».
L'autore spiegò in un'intervista del 2014 perché aveva scelto una tigre: «Volevo solo qualcosa di meno convenzionale di un orso. Per Calvin avrebbe dovuto essere qualsiasi cosa di inusuale. Ci pensai sì e no cinque minuti. Quando mi venne in mente la tigre, pensai fosse quella giusta. Ho un rapporto particolare con gatti e felini, quindi per me era una scelta azzeccata. Forse Hobbes sarebbe potuto essere un altro animale, ma piombò lì come un grosso gatto e questo rafforzò il mio rapporto con lui. Hobbes è un mio alter ego così come lo è Calvin.»
Hobbes, quando interagisce con Calvin, è molto più razionale e consapevole di lui, per cui ogni tanto gli dà qualche avvertimento. Nella maggior parte degli episodi Calvin e Hobbes conversano e giocano insieme, godendosi quella che è fondamentalmente una profonda amicizia; altrettanto spesso bisticciano o perfino lottano tra loro, benché i loro disaccordi siano in genere di breve durata. Spesso Hobbes tende agguati a Calvin assalendolo di sorpresa e lasciandolo contuso e graffiato, ma non ferito seriamente. Hobbes trae grande piacere nel dimostrare la sua prodezza felina, mentre Calvin cerca di eludere inutilmente le imboscate e altrettanto inutilmente di spiegare ai suoi scettici genitori l'origine delle sue ammaccature.
Watterson ha basato molte delle caratteristiche di Hobbes, in special modo la giocosità e l'istinto aggressivo, sulla sua gatta, Sprite. Hobbes è molto fiero di essere un felino e spesso fa ironici commenti - che rasentano il disprezzo - sulla natura umana, affermando la fortuna di condurre una vita da tigre, con conseguente inseguimento da parte di Calvin. Nella prima striscia pubblicata Calvin cattura Hobbes con una trappola in cui l'esca è un panino al tonno. Watterson scrisse poi che questa spiegazione dell'origine di Hobbes divenne non necessaria e perfino dubbia. In una striscia Calvin descrive così il suo amico: Uno tranquillo. Un po' particolare. Un buon compagno, a modo suo.
Dal punto di vista di Calvin, Hobbes diventa vivo persino nelle immagini registrate: Calvin scatta diverse fotografie di Hobbes che fa delle smorfie e, una volta sviluppate, in ogni fotografia continua a vedere Hobbes come un essere vivente mentre suo padre lo vede come una tigre di pezza. Come Watterson dice nel libro Tenth Anniversary Book: «Hobbes riguarda più la natura soggettiva della realtà, che il prender vita di un pupazzo.»
A volte Hobbes si rivolge direttamente al lettore, come quando Calvin si paracaduta dal tetto di casa: «a sua mamma verrà un colpo per quelle rose»; in altre occasioni sembrerebbe difficile continuare a pensare che Hobbes sia davvero solo una tigre di pezza, ad esempio quando fa da assistente a Calvin legandolo a una sedia dalla quale poi Calvin non riesce più a liberarsi e deve intervenire il padre per liberare il figlio. Watterson spiegò in un'intervista il suo approccio a questa scena: «Il padre trova Calvin legato e la domanda che si pone, davvero, è come ci è finito in quella situazione? Il papà ritiene che Calvin sia riuscito in qualche modo a legarsi da sé così bene da non potersi slegare. Calvin spiega che è stato Hobbes a farlo cercando di incolparlo e la situazione nella strip rimane ambigua. [...] Mi piace la tensione che si crea dove si hanno due versioni della realtà che sono incompatibili. Qualcosa di strano è successo, nessuna versione ha completamente senso, così sei libero di farne ciò che vuoi.». Similmente, Hobbes una volta taglia i capelli di Calvin in modo così incredibile che Watterson rise di gusto mentre lo disegnava («vorrei riuscire a disegnare così più spesso» - ebbe a dire).
Altro esempio: Hobbes tiene compagnia a Calvin mentre questi aspetta lo scuolabus e quando un altro personaggio arriva alla fermata, Hobbes compare come un pupazzo. In un caso la visione di Calvin è contraddittoria: Calvin partecipa ad un concorso scolastico per disegnare un poster dedicato alla sicurezza stradale e, immaginando di vincere, si vede sulla prima pagina del giornale locale e in una delle fotografie sul giornale la prima pagina lo ritrae insieme a Hobbes, che però compare come una tigre di stoffa nonostante il giornale stesso sia frutto della fantasia di Calvin.

### I comprimari
Il papà: è un impiegato dell'ufficio brevetti di mezza età amante della vita all'aperto, delle gite in bicicletta e del campeggio. Calvin lo aggiorna periodicamente sui suoi "sondaggi", coi quali dimostra che la popolarità del papà in carica è in calo tra i seienni di famiglia, suggerendogli strategie per aumentare le probabilità di venire rieletto. In una vignetta è accennato il suo nome, ossia Frank. Il personaggio è molto simile al padre di Watterson, che era effettivamente un impiegato dell'ufficio brevetti.
In un'intervista del 2014 l'autore disse che:«Il padre di Calvin non è molto diverso dal mio. Mio padre aveva sempre molto entusiasmo per i suoi interessi. (...) Nella striscia ho parodiato molte passioni di mio padre. Ma in molte situazioni il padre ero io che reagivo da adulto agli eventi che mi si ponevano davanti.».
Quando Calvin gli fa domande su questioni tecniche o scientifiche che lo mettono in difficoltà, risponde ugualmente inventandosi qualcosa:
Calvin: «Perché il sole si muove da est a ovest?»
Papà: «Vento solare.»
oppure:
Calvin: «Papà, da dove vengono i bambini?»
Papà: «Beh, molti vanno al Brico Centre, comprano il kit e seguono le istruzioni per il montaggio»
Calvin: «Vengo dal Brico Centre??»
Papà: «Oh, no. Tu eri un'offerta speciale dell'ipermercato. Un posto altrettanto buono, ma molto meno caro.»
La mamma: è una casalinga spesso esasperata dalle stramberie di Calvin, che disapprova il marito per il suo occasionale prendere in giro il figlio. Sembra godersi le sue tranquille attività, come il giardinaggio o la lettura, che spesso vengono improvvisamente interrotte da Calvin. Sia lei che il marito spesso appaiono frustrati e incapaci di gestire lo scatenato figlio, benché si suggerisca in qualche strip che anche lei da bambina fosse altrettanto pestifera. Spesso si trova più d'accordo con Calvin che con suo marito, specialmente quando si parla di campeggio. Quando Calvin è travestito da Stupendoman, vede la mamma come l'arci-nemico "Lady-Mamma". Non mancano momenti drammatici, come quando l'intera famiglia, tornando a casa dopo un matrimonio, scopre che ci sono stati i ladri. I genitori di Calvin riflettono sull'accaduto e sull'impatto che ha avuto.
La mamma è molto protettiva verso il figlio e non gli lascia mai fare quello che lui vuole:
Calvin: «Vado al bar a mangiare caramelle e leggere fumetti!»
Mamma: «No, non ci vai!»
Calvin: «Perché no?»
Mamma: «Perché sono tua madre e ho detto così. Torna dentro. E piantala di fare il passo dell'oca!»
Watterson è stato criticato per aver creato per Calvin dei genitori non molto affettuosi e decisamente sarcastici, ma si è difeso dicendo che la loro occasionale insofferenza verso il figlio pestifero li rende un po' più veri e delle ottime spalle per la striscia.
Siusi Derkins (Susie Derkins): è una compagna di scuola e vicina di casa di Calvin. È la principale antagonista di Calvin e la loro relazione è una continua fonte di tensione. Lei è educata e diligente a scuola, anche se, quando è provocata, sa essere machiavellica e dispettosa quanto Calvin, cosa che avviene in genere quando Calvin cerca di giocarle qualche brutto tiro. Hobbes, che non condivide il parere di Calvin sulle bambine, tipico di un bambino di sei anni, partecipa in modo piuttosto scettico e passa frequentemente dalla parte del nemico; a causa di ciò e dell'astuzia di Siusi, Calvin spesso si trova sconfitto. Siusi è anche uno dei pochi personaggi che trattano Hobbes come un essere vivente, benché nelle vignette disegnate dal suo punto di vista Hobbes compaia comunque come una tigre di stoffa. In una delle prime strisce Siusi trova Hobbes in un prato, dopo che un cane l'ha rubato, e lo porta a casa dove organizza un tè per lui e per il suo coniglio di stoffa che, a differenza di Hobbes, non viene mai rappresentato come un essere vivente. L'unico episodio in cui Calvin vede il coniglio come un essere vivente è quello in cui lui e Siusi giocano alla famiglia - disegnati adulti con lo stile tipico di una soap-opera - ed in cui il coniglio viene visto da Siusi come un bambino.
Watterson ha ammesso che tra Calvin e Siusi avrebbe potuto esserci una infatuazione e che Siusi è ispirata al tipo di donna che lui trova attraente. La loro relazione resta tuttavia conflittuale e mai risolta; il punto più distante a cui si spinge è in una delle prime strisce, pubblicata a San Valentino, in cui Siusi sembra apprezzare alcuni regali di Calvin.  Nel libro Tenth Anniversary Book, Watterson disse di aver inizialmente esagerato il loro rapporto amore-odio, lasciando successivamente che i personaggi interagissero normalmente.
Siusi è uno dei pochi personaggi - insieme ai genitori di Calvin - che hanno avuto qualche striscia completamente dedicata ad essi.
La Signora Vermoni (Miss Wormwood): è l'insegnante di scuola di Calvin. Rappresentata imbolsita e anziana, a seguito delle intemperanze di Calvin lo manda spesso nell'ufficio del preside. Quando Calvin veste i panni dell'astronauta Spiff, viene di solito rappresentata come un viscido mostro alieno che tiene Calvin in ostaggio. A volte, viene accennato nelle vignette finali delle strisce che la maestra soffre di dipendenze da fumo e farmaci, e le stramberie di Calvin provocano degli attacchi. Queste dipendenze sono rese dalle battute di Calvin come: «Corre voce che sia arrivata a due pacchetti al giorno, senza filtro!» oppure «Trovo disgustoso il modo in cui tracanna il Maalox direttamente dalla bottiglietta!».
Rosalyn: è una studentessa di liceo che ogni tanto fa da baby-sitter a Calvin, l'unica persona capace di reggere gli scherzi di Calvin; spesso i genitori del protagonista si trovano a pagarla più del dovuto per convincerla a mantenere l'incarico in futuro. Ha un fidanzato, Charlie, che non compare nella striscia, ma con cui lei parla al telefono. Rosalyn di solito mette a letto Calvin alle sei e mezzo, cosa che lui cerca di evitare trasformando la casa in una sorta di campo di battaglia. Watterson ha detto che è l'unica persona di cui Calvin abbia veramente paura. Come Siusi, non è seconda a Calvin in quanto a modi subdoli, coi quali riesce spesso a rigirare la frittata contro di lui. Col tempo il loro rapporto migliora, dato che Rosalyn è l'unica persona oltre a Calvin e Hobbes a giocare a "Calvinball" - e, ancora più incredibile, capire come si gioca a Calvinball - durante una serata relativamente tranquilla.
Sancio (Moe): è il bullo della classe di Calvin, che a sei anni già si rade la barba. Le sue battute vengono rese con grezze lettere minuscole. Watterson lo descrive come «ogni idiota che ho conosciuto». Spesso minaccia Calvin di picchiarlo, mantenendo quasi sempre la parola. Sancio è l'unico personaggio che viene rappresentato mentre picchia Calvin; a volte lo fa anche Siusi, per vendicare scherzi o palle di neve a tradimento, ma la cosa non viene mai rappresentata esplicitamente.

## Personaggi secondari
- Gli alieni: Calvin immagina di incontrare numerose forme di vita aliene, in genere quando veste i panni dell'astronauta Spiff. La maggior parte di esse è mostruosa e non umanoide. Inizialmente la lingua aliena fu resa con suoni gutturali e onomatopeici, successivamente con simboli grafici. Due alieni, Galaxoid e Nebular, diventano personaggi ricorrenti in un episodio del 1995 quando Calvin, spacciatosi per il presidente della Terra, scambia il dominio del pianeta per una collezione di cinquanta foglie di alberi alieni da presentare come compito a scuola.
- Il dottore: è il pediatra di Calvin, medico gentile e amichevole, ma che Calvin nella sua immaginazione vede come un inquisitore malvagio e sadico dalle forme di mostruoso alieno. Calvin inoltre tempesta il medico di domande sui suoi strumenti e, in un'occasione, addirittura lo accusa di essere un ciarlatano e gli chiede se ha pagato la rata dell'assicurazione professionale e se ha veramente superato gli esami universitari; di fronte a ciò il medico, esasperato, risponde: «Figliolo, non farmi rinnegare il giuramento di Ippocrate, ok?».
- Spittle: è il preside della scuola di Calvin, dal quale Calvin viene spedito spesso dalla maestra Vermoni; a seguito dell'elevata frequenza con cui ciò accade, ha un'espressione rassegnata e annoiata.[35]
- I compagni di classe: a parte Siusi e Sancio, sono sostanzialmente presenze anonime e Calvin stesso è poco consapevole di loro, percependoli comunque come una maggioranza conformista messa in difficoltà dal suo comportamento, oppure come pubblico per i suoi scherzi.
- Zio Max: è il fratello del padre di Calvin, a cui somiglia ma con l'aggiunta dei folti baffi. Max visita la famiglia in un'unica occasione. Watterson trovò difficile scrivere il dialogo senza fare i nomi dei genitori di Calvin e pensò che il personaggio mal s'integrava con l'universo della striscia, pertanto l'apparizione di zio Max fu limitata solo a qualche episodio.
- Sig. Mascella (Mr. Lockjaw): è il tozzo e corpulento allenatore della squadra di baseball della scuola di Calvin. Quando Calvin lascia la squadra, Lockjaw lo definisce pusillanime e da questo trauma emotivo nasce il gioco del "Calvinball".[33]
- I mostri sotto il letto: Sono le spaventose entità che abitano sotto il letto di Calvin e che nottetempo provano a trascinarlo nel loro regno di tenebra.[2] I mostri non vengono quasi mai disegnati e di loro si sentono solo le voci; in un'occasione si vedono le zampe e la testa di un enorme insetto che Calvin affronta con un'intera bomboletta di insetticida, provocando l'ira del padre; la fantasia di Calvin venne scatenata dalla frase della mamma prima di spegnere la luce, tipica in Gran Bretagna: «don't let the bed bugs bite» (letteralmente "non lasciare che ti pizzichino gli insetti del letto").

## Temi ricorrenti
P.A.R.V.
Acronimo di Proibito Alle Ragazze Viscide (nell'originale G.R.O.S.S., sigla di Get Rid Of Slimy GirlS, "sbarazziamoci delle ragazze viscide"), è un club segreto che ha sede in una casa su un albero del giardino di Calvin e il suo obiettivo fondamentale è escludere le ragazze, in particolar modo Siusi. Calvin e Hobbes sono gli unici membri del club e passano molto tempo a riformularne lo statuto e a cavillare sulle sue regole. Calvin è il presidente/dittatore a vita mentre Hobbes è la prima tigre. Dato che Calvin è troppo piccolo per arrampicarsi sull'albero quando la scala di corda è ritratta, spesso Hobbes se ne avvantaggia e costringe Calvin a recitare una lunga ode alla grandezza delle tigri come parola d'ordine per farlo salire. Quando sono nel club indossano cappelli di carta; le regole del club dovrebbero essere fissate nel suo statuto, ma in realtà sono decisamente arbitrarie. Spesso Hobbes ne inventa di nuove per buggerare Calvin. Sovente le sedute terminano con zuffe varie.
Il cibo
Durante i pasti Calvin è ansioso di condividere con gli altri le osservazioni sul cibo, che in genere suscitano disgusto negli altri commensali. La madre a volte riesce a persuaderlo a mangiare descrivendogli la pietanza alla sua maniera, suscitando l'entusiasmo e l'appetito del figlio, anche se facendo ciò ogni appetito al marito. Ad esempio, quando Calvin si rifiuta di mangiare la sua minestra perché contiene riso, la madre gli spiega che quello non è riso, ma sono vermi. I pasti di Calvin sono di solito rappresentati come un'informe massa verde che a volte prende vita e tenta la fuga o attacca Calvin mentre altre volte è Calvin che tenta di nasconderla sotto un tappeto o farla finire nel piatto di qualcun altro per non doverla mangiare.
Quando non è sorvegliato dai suoi genitori, Calvin prova a cucinare, ad esempio preparando delle frittelle friggendo tutta la pastella in una volta: «Facciamo una frittella gigante e tagliamola a metà» oppure prepara la colazione a sua madre malata bruciando le uova e suggerendole di grattarle via dalla padella con uno scalpello. Altre volte si immagina come uno zombi che dovrebbe nutrirsi di esseri umani, ma «anche un panino con la marmellata, se mangiato in maniera abbastanza disgustosa può fare alla bisogna».
A volte è Hobbes che turba un normale pasto a seguito della sua passione per il tonno e ogni volta che Calvin apre una scatoletta, lo insegue e lo assale, anche se la scatoletta contiene tutt'altro; quando Calvin protesta facendogli notare che la scatoletta non contiene tonno, Hobbes si giustifica dicendo che «tutte le scatolette fanno lo stesso rumore quando vengono aperte».
Lo scatolone di cartone e le invenzioni
Calvin ha uno scatolone di cartone che la sua fantasia adatta molteplici usi semplicemente capovolgendolo o mettendolo su un lato e scrivendoci sopra di cosa si tratta:
- trasmutatore (transmogrifier) è uno strumento progettato da Calvin per trasformare ogni oggetto in qualunque altro. Calvin stesso si trasforma in diversi altri animali. Successivamente ne sviluppa una versione portatile, integrato nella sua pistola ad acqua;
- duplicatore, ottenuto migliorando il trasmutatore, viene usato per creare dei propri sosia a cui far fare i compiti ma questi, essendo identici a lui anche per indole, gli si rivoltano contro e quindi aggiunge un eticatore con cui produce un sosia limitato al suo lato buono che però lo trascina in un'imbarazzante ed indesiderata storia d'amore con Siusi Derkins;[33]
- macchina del tempo volante, con la quale si reca nel passato a osservare i dinosauri e una volta anche di qualche ora nel futuro, per incontrare sé stesso[33];
- Cervello Atomico Migliora-trone, ottenuto combinando allo scatolone un colino da brodo e che Calvin usa per potenziare il proprio cervello in modo da portare a termine tutti i compiti in tempo;
- Calvin si traveste con lo scatolone, su cui è disegnato a pennarello qualche pulsante o dispositivo, come quando si finge una sonda gioviana atterrata sulla Terra in cerca di biscotti al cioccolato o quando si trasforma nel computer più potente del mondo.

Gli altri personaggi attorno non vedono queste trovate attraverso l'immaginazione di Calvin. Per esempio, quando Calvin si trasmuta in un gufo, è lui a vedere sé stesso come gufo, ma non la madre e le fotografie che scatta per dimostrare al papà la riuscita del suo viaggio nella preistoria sono viste dal papà come foto che ritraggono dei dinosauri giocattolo. Tuttavia le invenzioni di Calvin producono effetti che si manifestano anche sugli altri personaggi. Ad esempio, nel sopracitato episodio dell'eticatore, il sosia buono di Calvin interagisce con i genitori e con tutti coloro che hanno a che fare con Calvin, ma nessuno di loro pensa che quello sia fisicamente un altro Calvin ma restano solo sbigottiti dal repentino cambiamento di comportamento. Analogamente, quando Calvin duplica sé stesso sei volte, i duplicati si fanno vedere dai genitori, ma ai genitori pare che si tratti sempre dello stesso Calvin.
I pupazzi di neve

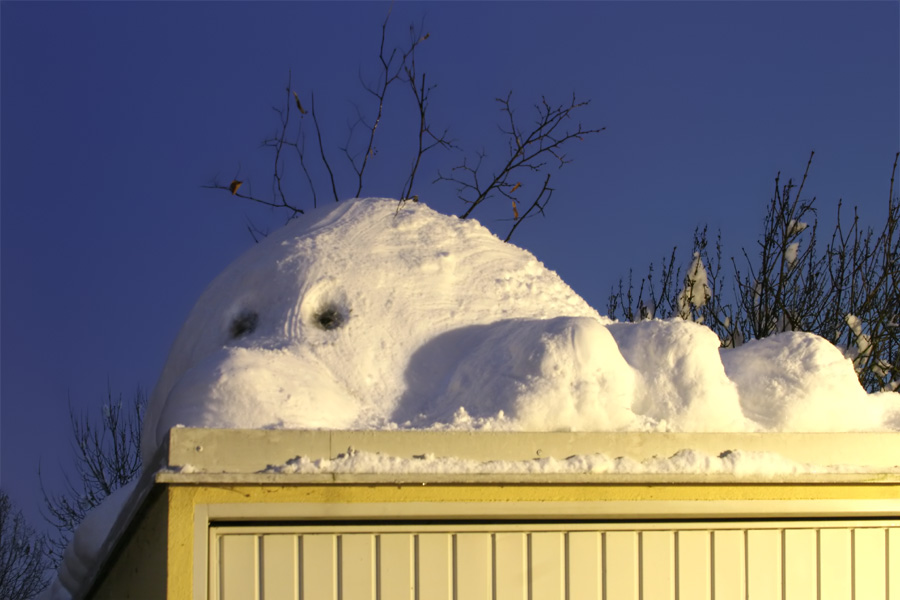
Un pupazzo di neve ispirato da quelli di Calvin.

Un tema ricorrente negli episodi invernali sono i pupazzi di neve realizzati da Calvin, la cui natura grottesca spesso lo mette nei guai: pupazzi di neve decapitati o falciati dalla slitta inorridiscono la madre o ancora quando realizza due pupazzi di neve dei quali uno mangia un cono gelato mentre l'altro è steso per terra con una spatola da gelato e diversi buchi nella schiena («è una faccenda sordida», spiega Calvin a Hobbes) oppure quando il padre di Calvin trova pezzi di pupazzo di neve davanti alla sua auto, come se l'avesse investito, o ancora due colonne di pupazzi di neve allineati che lo salutano militarmente quando esce di casa. Altre opere di neve sono di grandi dimensioni: una testa di dinosauro con le fauci spalancate sulla casa oppure, quando inizia a costruire un pupazzo di neve gigantesco, Hobbes per dispetto lo infila nella prima enorme palla di neve che nelle intenzioni doveva essere un dito del piede del pupazzo. Calvin invoca i "demoni della neve" per animare il pupazzo che ha appena fatto e questi si ribella realizzando un'armata di altri pupazzi contro cui Calvin deve lottare per salvarsi la vita; Calvin tratta tutto come se fosse reale si scaglia contro l'orda di pupazzi di neve in piena notte sciogliendoli col getto del tubo dell'acqua ma infradiciando suo padre che era andato a vedere che succedeva. Calvin a volte usa i pupazzi di neve come veicolo per esporre o ridicolizzare teorie artistiche.
Il carretto e la slitta
Calvin e Hobbes spesso si lanciano giù da pendii con un carretto o una slitta da neve discutendo di filosofia o di politica durante la precipitosa discesa. L'andamento della corsa e gli ostacoli presenti su di essa si riflettono spesso nella conversazione, che termina quasi sempre con uno schianto spettacolare. Con il carretto è andato e tornato da Marte ed è stato usato come macchina del tempo al posto dello scatolone.
La bicicletta
Il papà di Calvin, appassionato di ciclismo, cerca in diverse occasioni di insegnare al figlio ad andare in bicicletta ma questi manifesta un rapporto conflittuale con la bici, che molto spesso è vista come un oggetto animato che cerca di aggredirlo e ucciderlo. La maggior parte delle volte Calvin tenta di fuggire dalla bicicletta, anche se in rare circostanze la affronta con spavalderia, restando però puntualmente sconfitto.
Calvinball
Calvinball è un gioco giocato solo da Calvin e Hobbes ed è una aperta ribellione agli sport di squadra organizzati, come il baseball, un gioco agli antipodi di qualsiasi sport organizzato. Anche Rosalyn lo gioca in un episodio. I giocatori devono indossare una maschera nera e a parte l'uso di un pallone da calcio e delle porte, le regole vengono fatte a mano a mano che il gioco procede, l'unica regola permanente è che nessuna regola può essere adottata più di una volta. Al di fuori di questo limite, ogni giocatore può cambiare le regole del gioco quando vuole e come vuole e anche il punteggio è completamente arbitrario: Hobbes riporta punteggi come "Q a 12". Venne inventato dopo l'orribile esperienza di Calvin con il baseball a scuola: si era iscritto per giocare a baseball per evitare di essere preso in giro dagli altri bambini ma, mentre fantastica in campo durante una partita, non si accorge del cambio di campo delle squadre e fa segnare un "out" contro la sua squadra. I suoi compagni lo prendono in giro, lui decide di andarsene e l'allenatore lo etichetta come "pusillanime". Watterson ha dichiarato che il maggior numero di domande che ha ricevuto è stato a proposito del Calvinball e delle sue regole.
Battaglie a palle di neve e gavettoni
Calvin spesso coinvolge gli altri in elaborate battaglie a palle di neve o gavettoni d'acqua nelle quali le ostilità sono spesso rivolte a Hobbes, a Siusi o a entrambi. Spesso Calvin e Hobbes progettano fortini di neve dai quali terrorizzare indisturbati il vicinato, ma raramente l'idea supera lo stadio di progetto e viene realizzata. A volte, nell'atto di lanciare la palla di neve, Calvin si immagina come un dinosauro carnivoro che cerca di attaccare un altro sauro, in realtà Siusi, la quale non appena viene colpita, si mette a inseguirlo per vendicarsi e la scena, dal punto di vista di Calvin, è vista come quella di un sauro erbivoro che insegue un carnivoro. A volte anche i genitori sono vittime di gavettoni come quando la mamma pronta per uscire viene investita da un getto d'acqua manovrato da Calvin, con successivo inseguimento nel giardino.
Il banchetto della limonata e il denaro
Il banchetto di vendita della limonata è un altro possibile uso dello scatolone di cartone rovesciato dove, invece di vera spremuta di limone, Calvin cerca di vendere acqua sporca con un limone galleggiante dentro («Dovrò pur tagliare qualche costo!») o altri intrugli. Calvin ha un'insana attrazione per il denaro unita alla mancata capacità di percepirne il valore che lo porta a chiedere cifre esorbitanti per la sua limonata o a fare spese importanti che fa addebitare sulla carta di credito del padre per acquistare telefonicamente motoseghe, esplosivi o lanciafiamme.
Vacanze in campeggio
Il padre di Calvin ama portare la famiglia in campeggio, ma sia la moglie («un'intera settimana senza un giornale e senza un caffè decente») che Calvin detestano ciò, evidenziando la lieve vena autoritaria del padre che costringe tutti ad alzarsi all'alba e a godersi qualcosa che in famiglia piace solo a lui. Watterson in questi episodi ha messo molti spunti autobiografici, attingendo a suo padre.
La scuola e i compiti
Calvin odia la scuola e tutto ciò che ha a che fare con essa, come alzarsi presto al mattino per andarci, gli insegnanti, i compiti ed i suoi compagni di classe. Quando aspetta lo scuolabus, ogni tanto evita di salirci sopra scappando via e la mamma deve inseguirlo per mettercelo sopra a forza o per portarlo direttamente a scuola lei. Spesso condivide l'attesa con Hobbes, spiegandogli come un bambino intelligente come lui non abbia bisogno della scuola. Mentre è in classe, attraverso la sua immaginazione la scuola diventa un pianeta ostile, la maestra e il preside degli alieni malvagi e a volte, trascinato dalla sua stessa fantasia, scappa dall'aula. A scuola è piuttosto solitario e interagisce solo con Siusi, alla quale fa dispetti e chiede continuamente suggerimenti, e con Sancio, che lo minaccia e lo picchia. A scuola sente inoltre la mancanza di Hobbes e a volte ha portato Hobbes a scuola con sé; spesso è Hobbes che si "occupa" dei compiti mentre Calvin legge i fumetti o guarda la TV oppure, per evitare di doverli fare, fa entrare in azione Stupendoman per invertire la rotazione della Terra in modo da guadagnare un giorno extra, bruciare la scuola usando i raggi solari e un'enorme lente, creare un duplicato di sé stesso e costruire un robot. In una striscia Calvin è riuscito per miracolo a non far scoprire alla Signora Vermoni di non aver svolto un compito: si sveglia di soprassalto di notte mentre dormiva e tenta di farlo, con il solo risultato di essere subito rispedito a letto dal padre; la mattina seguente la scuola rimane chiusa per la troppa neve caduta (ma Calvin non fa comunque il compito, naturalmente), e il giorno successivo la Signora Vermoni non fa in tempo a ritirare i compiti dei suoi alunni a causa dell'improvviso suono della campanella.
Babbo Natale
Calvin ritiene l'avvento del periodo natalizio un problema, dato che non sopporta l'idea di dover frenare la sua esuberanza e comportarsi come un bambino buono e giudizioso per poter ricevere i suoi regali. A Natale Calvin ha sempre una lunga lista di regali da chiedere, in genere armi. In sogno Babbo Natale lo informa che d'ora in poi saranno i bambini cattivi ad essere premiati. Nei giorni precedenti il Natale, Calvin discute con Hobbes per dimostrare che lui non è cattivo, che lanciare una palla di neve a Siusi non è una cattiva azione perché continua a mancarla e che è facile essere buoni quando si vuole esserlo ma la vera sfida è reprimere la propria natura malvagia, per cui ogni sua buona azione dovrebbe valere quanto cinque buone azioni di un bravo bambino, chiedendo anche cose del tipo: "Come facciamo a sapere che Babbo Natale è imparziale nei giudizi? Ci sono circostanze attenuanti? E se Babbo Natale poi non esistesse?"

## Ambientazione
L'autore cala i suoi personaggi in un luogo che, sebbene ritragga la sua cittadina Chagrin Falls, nell’Ohio, rimane senza nome e la maggior parte delle strisce non dà alcun indizio specifico riguardo a dove si trovi la casa di Calvin, sia per non essere vincolati da inutili dettagli locali, che per mantenere l'idea creativa di un 'non-luogo' e per giocare con la curiosità dei lettori. tanto che in una striscia, la maestra di Calvin gli chiede in quale Stato vive, ma lui risponde «Mi rifiuto!». In una intervista del 2014, l'autore racconta che: «Oltre al verde della mia città in cui ho immerso Calvin e Hobbes, ho guardato alla Monument Valley, perché volevo vedere l’area che ha ispirato George Herriman per Krazy Kat; e Spaceman Stiff era in pratica una scusa per disegnare lo Utah. Io e mio fratello ci andavamo perché sembrava di stare sulla luna e aveva un aspetto scheletrico che ti permetteva di cogliere la vastità del tutto. Ti ricorda che siamo solo esserini su un pianeta enorme e che la natura ti ucciderà se non farai lo stupido. Lo trovo un pensiero confortante.»
Watterson semina alcuni indizi nelle strisce:
- Hobbes, osservando la loro casa dallo spazio, nota che è vicino alla lettera "E" di "States";
- durante i mesi invernali la neve compare abitualmente nelle vignette, l'ambientazione è quindi nel nord degli Stati Uniti. La città di Chagrin Falls,  dove vive Watterson, è soggetta ad abbondanti nevicate;
- Calvin parla di uno stegosauro davanti al museo di storia naturale e il Museo di Storia Naturale di Cleveland, vicino a Chagrin Falls, ha un calco metallico di uno stegosauro all'ingresso;
- nel commento a uno dei suoi libri, Watterson dichiara: «Nelle strisce di novembre ho sempre cercato di catturare quell'aria austera e grigia che l'Ohio»;
- il padre di Calvin afferma in un'occasione che volando dalla California a casa loro perderebbero tre ore; casa loro quindi è nel fuso orario dell'Eastern Time Zone;
- quando Calvin è nei panni dell'astronauta Spiff, si ritrova su mondi alieni la cui geografia ricorda quella del deserto dell'Arizona, del Nuovo Messico e dello Utah meridionale, località che Watterson conosce abbastanza bene;[29]
- la casa di Calvin non è molto distante da un centro urbano, completo di grattacieli. Calvin lo osserva nei suoi voli di fantasia, quando diventa un gigante o quando lo sorvola su un tappeto volante;
- trasportato in quota da un palloncino, Calvin osserva la geografia locale e nota che anche il paese dove abita ha una popolazione consistente;
- Hobbes osserva su un mappamondo che la loro casa dista sei pollici dallo Yukon;
- la quarta pagina di copertina del volume "Essential Calvin and Hobbes" mostra Calvin come un gigante che avanza e distrugge un'area sub-urbana.

## Merchandising
Bill Watterson è famoso per l'insistenza con cui ha difeso la tesi che il fumetto debba essere una forma d'arte autonoma e per come ha sempre impedito che Calvin & Hobbes fosse commercializzata in qualsiasi modo. Una convinzione che gli è probabilmente costata milioni di dollari e che spiega anche perché la striscia non sia mai diventata un cartone animato, nonostante negli anni gli siano pervenute richieste di adattamento da produttori come Steven Spielberg e George Lucas. Con l'eccezione dei libri e di due rarissimi calendari a 18 mesi (1988 - 1989 e 1989 - 1990) tutti gli articoli che ritraggono i personaggi di Calvin & Hobbes sono non autorizzati, comprese le magliette e gli adesivi da lunotto posteriore che ritraggono Calvin che urina sul logo di famosi marchi sportivi o di famose aziende. Minacciati di ritorsioni legali, alcuni produttori di questi adesivi hanno sostituito il personaggio. Nonostante le richieste di concedere la licenza per la commercializzazione di prodotti ispirati al fumetto, Watterson ha sempre rifiutato spiegando che la sua opera è incentrata «sulla realtà privata, la magia della fantasia e la particolarità di certe amicizie. Chi potrebbe credere nell'innocenza di un bambino e della sua tigre se la loro popolarità fosse sfruttata per guadagnare dalla vendita di oggetti di cui nessuno ha bisogno?». Uno dei pochissimi esempi di merchandising autorizzato fu un libro didattico "Teaching with Calvin and Hobbes" pubblicato nel 1993 con l'intento di insegnare ai bambini delle elementari nozioni di filosofia e di psicologia attraverso i fumetti. Anche relativamente alla possibilità di realizzare un cartone animato tratto dal fumetto, l'autore si è detto contrario in quanto ogni opera di narrativa, quando viene trasposta, inevitabilmente viene piegata alle esigenze del film che, in quanto media di diversa tipologia, ha caratteristiche diverse e, per Calvin & Hobbes, che nei fumetti funziona esattamente come l'autore avrebbe voluto che funzionasse, non c'è nessun motivo di realizzarne un adattamento. L'autore espresse le sue critiche al merchandising in un discorso tenuto al Kenyon College nel 1990: «Presto o tardi, a tutti noi viene chiesto di compromettere noi stessi e le cose che ci importano. Definiamo noi stessi attraverso le nostre azioni. Con ciascuna decisione, raccontiamo chi siamo a noi stessi e al mondo. (...) Ma avere una carriera invidiabile è un conto, ed essere felici è un altro. (...) una persona felice di fare il suo lavoro è generalmente considerata eccentrica, se non sovversiva del tutto. (...) Una persona che abbandona la sua carriera per stare a casa e crescere i figli è considerato uno non all’altezza delle sue potenzialità, come se un titolo professionale e uno stipendio fossero l’unica misura del valore umano.».
Nonostante quindi il rifiuto dell'autore a concedere le immagini del fumetto per la commercializzazione di prodotti, la sua grande popolarità ha portato alla produzione di oggettistica priva di autorizzazione; in particolare per molti anni è circolato negli Stati Uniti un adesivo tratto da una vignetta in cui la figura Calvin venne modificata per farlo apparire mentre urina sul logo di famose case automobilistiche; negli anni novanta inoltre comparve anche sul casco di alcuni piloti del campionato automobilistico NASCAR. La Universal Press Syndicate minacciò per anni azioni legali contro i produttori e venditori dell’adesivo non autorizzato che col tempo uscì di produzione o, in alcuni casi, venne sostituita l’immagine di Calvin. A tal proposito Watterson, in una intervista del 2013, disse che: «Immagino che, molto tempo dopo che le strisce saranno dimenticate, quelle decalcomanie saranno il mio biglietto per l’eternità».

## Stile e influenze
Le strisce di Calvin & Hobbes sono contraddistinte da un tratto accurato, da un umorismo intelligente, da osservazioni acute, da brillanti commenti sulla politica e sulla società e da personaggi ben definiti, pieni di personalità. Nel mondo del fumetto, simili precedenti possono essere trovati nei Peanuts di Charles M. Schulz, in Skippy di Percy Crosby, in Bloom County di Berke Breathed, in Krazy Kat di George Herriman e in Mafalda di Quino, mentre l'uso del fumetto come strumento di critica sociale può essere fatto risalire al Pogo di Walt Kelly. In particolare, sia Herriman, Schulz che Kelly hanno influenzato Watterson e la sua idea del fumetto durante l'adolescenza.
Un tratto caratteristico dello stile di Watterson sono le svariate e spesso esagerate espressioni dei suoi personaggi (in particolare quelle di Calvin), gli elaborati e bizzarri sfondi dei voli di fantasia di Calvin, un ben rappresentato senso del movimento e frequenti giochi visivi e metafore. Negli ultimi anni della striscia, con più spazio a disposizione, Watterson sperimentò più liberamente con diverse disposizioni delle vignette, storie senza dialogo ed un ampio uso di spazi bianchi.
Per il disegno delle strisce, la tecnica di Watterson è consistita di minimi schizzi a matita, benché le tavole domenicali richiedessero spesso qualcosa di più elaborato, completati successivamente usando inchiostro di china con un piccolo pennello. È sempre stato accurato nella scelta dei colori, spesso dedicando molto tempo alla scelta migliore per i colori delle tavole domenicali.

## Influenza culturale, tributi e riconoscimenti
- L'autore ha realizzato il manifesto ufficiale del festival di Angoulême del 2015 oltre a inviare alcune sue tavole disegnate per una mostra dedicata al suo lavoro[16]
- "Exploring Calvin and Hobbes", retrospettiva su Bill Watterson presso il Billy Ireland Cartoon & Library Museum in Ohio (dal 22 marzo al 3 agosto 2014);[52][53][54]
- Il primo settembre 2014, il disegnatore Frank Cho ha pubblicato sul suo sito una tavola nella quale ha realizzato un mischiando elementi della sua serie a fumetti Liberty Meadows e Calvin & Hobbes, omaggiando l’opera di Bill Watterson.[55]
- L’illustratore Gabriel de Laubier ha realizzato un progetto nel quale ha reso tridimensionale una striscia di Calvin e Hobbes del 1991 nel quale è possibile interagire ed esplorare la striscia come se si fosse all'interno delle vignette di Bill Watterson.[56]
- Una striscia originale della serie è stata venduta dalla casa d'aste Heritage a 203.000 $.[57]
- La maggioranza degli originali delle tavole disegnate dall'autore sono archiviate nel "Bill Watterson Deposit Collection" presso "The Billy Ireland Cartoon Library & Museum" all'interno della biblioteca della Università statale dell'Ohio.[58]
- Donald and Hobbes, è una striscia a fumetti nella quale il personaggio di Calvin viene sostituito da Donald Trump; nata il 7 dicembre 2015 sul sito Reddit dove venne postata la prima versione; il successo è stato tale da generare una sottocategoria dedicata in cui gli utenti si cimentano nel riprendere le strisce originali di Watterson nelle quali Calvin appare come un despota ossessionato dal potere e dai soldi.[59][60]
- Sono state vendute attraverso delle aste on line delle tavole del fumetto che si sono rivelate dei falsi.[61][62]
- Una copia del libro didattico "Teaching with Calvin and Hobbes" di Watterson, pubblicato nel 1993, è stata venduta nel 2009 per 10.000 dollari e a sua valutazione al 2015 arriva ai 34.000 dollari e inoltre solo otto biblioteche lo posseggono.[35]
- Dear Mr. Watterson: documentario realizzato da Joel Allen Schroeder, nel quale viene raccontato l’impatto che il fumetto e il suo autore hanno avuto nel mondo.[49][63]
- La Warner Bros. e l’attore Leonardo DiCaprio hanno acquistato i diritti della biografia di Bill Watterson, "A Boy and his Tiger" per realizzarne un lungometraggio.[64]
- Mostra "A Boy And His Tiger" dal 31 marzo al 4 aprile 2014 presso l'Università della California a Santa Cruz.[65]
- Il The Wall Street Journal ha definito Calvin & Hobbes come «America’s Most Profound Comic Strip» (striscia a fumetti più profonda d'America).[5]
- «Watterson ce l'ha fatta, è riuscito a cogliere l'infanzia in tutti i suoi innumerevoli stati d'animo. Chiunque stia vicino ad un bambino sa che la realtà per lui non esiste.» dall'introduzione a un volume firmata da Garry Trudeau.[12]

## Edizioni estere
L'opera è stata tradotta in molte lingue e buona parte delle testate che l'hanno pubblicata è edita fuori dagli Stati Uniti. Anche il formato cambia con le nazioni in cui è stata distribuita.
- bielorusso: Kalfin i Gopsya
- cinese: Kaiwen yu Hubuo
- danese: Steen & Stoffer
- finlandese: Lassi ja Leevi o Paavo ja Elvis
- francese: Calvin et Hobbes
- tedesco: Calvin & Hobbes (alcune pubblicazioni della Svizzera tedesca hanno usato il nome di Max und Mauli, altre Calvin & Hobbes).
- ebraico: Calvin veh Hobbes
- ungherese: Kázmér és Huba
- islandese: Kalli og Hobbi
- coreano: Calbin gwaah Hobs
- malese: Khalvinne dan Hobbes
- norvegese: Tommy og Tigern
- olandese: Casper en Hobbes
- polacco: Kelvin & Celsjusz
- portoghese: Calvin e Hobbes in Portogallo e Calvin e Haroldo in Brasile
- russo: Kolya i Hobbie
- serbo: Kalvin i Hobs
- sloveno: Gasper in Hops
- spagnolo: Calvin y Hobbes
- svedese: Kalle och Hobbe
- turco: Calvın and Hobbes

### Italia
In Italia è stata pubblicata dal mensile di fumetti Linus e nei diari della Comix.
Sono pubblicati dalla casa editrice Comix (tra parentesi il titolo in lingua originale):
- Calvin and Hobbes, Franco Cosimo Panini Editori, 1996.
- C'è qualcosa che sbava sotto il letto (Something Under The Bed Is Drooling), Franco Cosimo Panini Editori, 1996.
- La vita che stress (The Days Are Just Packed), Franco Cosimo Panini Editori, 1996.
- Tigrotto psicotico con istinto omicida (Homicidal Psycho Jungle Cat), Franco Cosimo Panini Editori, 1996.
- Dieci anni di Calvin & Hobbes (The Calvin and Hobbes Tenth Anniversary Book), Franco Cosimo Panini Editori, 1997.
- C'è un tesoro in ogni dove (There's Treasure Everywhere), Franco Cosimo Panini Editori, 1998.
- Yukon, arriviamo! (Yukon, Ho!), Franco Cosimo Panini Editori, 1998.
- La vendetta del baby-sitterato (The Revenge of the Baby-Sat), Franco Cosimo Panini Editori, 1999.
- Domenica è sempre domenica (The Calvin and Hobbes Lazy Sunday Book), Franco Cosimo Panini Editori, 2000.
- Il progresso tecnologico fa "boink" (Scientific Progress Goes Boink!), Franco Cosimo Panini Editori, 2000.
- Strani esseri da un altro pianeta (Weirdos From Another Planet), Franco Cosimo Panini Editori, 2001.
- L'attacco dei mostri di neve mutanti (Attack of the Deranged Mutant Killer Monster Snow Goons), Franco Cosimo Panini Editori, 2001.
- Calvin & Hobbes: Tavole domenicali 1985-1995 (Calvin and Hobbes: Sunday Pages 1985-1995), Franco Cosimo Panini Editori, 2002.

(questo volume è la raccolta delle tavole domenicali esposte in una mostra tenutasi nel 2000; ad ogni tavola originale in inglese in bianco e nero è abbinata la corrispondente tavola pubblicata a colori in italiano)
- È un magico mondo (It's A Magical World), Franco Cosimo Panini Editori, 2006.

L'edizione integrale dell'opera è stata pubblicata in 10 volumi dalla casa editrice Comix:
- The Complete Calvin and Hobbes, Franco Cosimo Panini Editori, 2012-2013[66].

Pubblicato da Rizzoli-Milano libri:
- L'indispensabile CALVIN E HOBBES (The Essential Calvin and Hobbes), Rizzoli, 1991.